# Картер Бервелл
Картер Бенедикт Бервелл (англ. Carter Benedict Burwell; нар. 18 листопада 1954) — американський композитор, автор музики до фільмів. Він часто співпрацював з братами Коенами, написавши музику до більшості їхніх фільмів. Він також озвучував музику до фільмів інших режисерів, таких як Білл Кондон, Тодд Гейнс, Спайк Джонз, Мартін МакДона, Джеймс Фолі, Браян Гелгеланд і Джон Лі Генкок. Бервелл був номінований на премію «Оскар» за найкращу оригінальну музику до фільму Гейнса «Керол» (2015) і фільмів МакДонаха «Три білборди за межами Еббінга, Міссурі» (2017) і «Банші з Інішерина» (2022).

## Молодість і освіта
Бервелл народився в Нью-Йорку, у сім'ї вчительки математики Наталі (уроджена Бенедикт) і Чарльза Бервелла, який заснував компанію Thaibok Fabrics, Ltd. Він закінчив школу Кінг у Стемфорді, штат Коннектикут та Гарвардський коледж.

## Кар'єра
Як кінокомпозитор Бервелл мав тривалу співпрацю з братами Коенами, створюючи музику для кожного фільму, який вони зняли (окрім Всередині Люїна Дейвіс і O Brother, Where Art Thou). Серед його найвідоміших фільмів — «Перехрестя Міллера» (1990), «І грає оркестр» (1993), "Теорія змови " (1997), «Гамлет» (2000), «Іспанський в'язень» (1997), «Ігри диявола» (2007).), «Залягти на дно в Брюгге» (2008), «Сутінки» (2008), «Там, де живуть чудовиська» (2009), «Невидима сторона» (2009) та «Сутінки Сага: Світанок — частина 1» (2011) та частина 2 (2012). Бервелл написав і записав оригінальну музику до фільму «Ідентифікація Борна», але режисер Даг Ліман захотів щось інше і замінив її музикою Джона Павелла.
Бервелл також виступав у Нью-Йорку з кількома гуртами, зокрема The Same, Thick Pigeon і Radiante. Бервелл грав у «Товстому голубі» зі Стентон Мірандою; вони випустили два альбоми, Too Crazy Cowboys (Factory) і треки на Miranda Dali (Crepuscule), спочатку випущений як сольний проєкт Міранди, але пізніше перевиданий як реліз Thick Pigeon. У саундтреку Бервелла до «Психо III» Міранда була головною співачкою.
До 1986 року він написав музику для танцювальної п'єси RAB, прем'єра якої відбулася на фестивалі в Авіньйоні. У той же час він гастролював по всьому світу з The Harmonic Choir, експериментальною вокальною групою Девіда Гайкса, яка спеціалізувалась на обертонному співі.
Бервелл використав жанр кантрі-музики як основу для своєї партитури у фільмі «Виховання Аризони» Коенса в 1987 році. З 1982 по 1987 рік викладав у Нью-Йоркському технологічному інституті.
У 2009 році Бервелл став лауреатом премії ASCAP Генрі Манчіні від Американського товариства композиторів, авторів і видавців . У 2010 році він був номінований на премію «Золотий глобус» за найкращу оригінальну музику до фільму «Там, де живуть чудовиська».
У 2015 році він отримав нагороду видатному кінокомпозитору Міддлбурзького кінофестивалю та нагороду Асоціації кінокритиків Лос-Анджелеса за найкращу музику до фільмів «Аномаліза» та «Керол». Він був номінований на премію «Енні» за музику в повнометражному анімаційному виробництві для фільму "Аномаліза та премію «Золотий глобус» за найкращу оригінальну музику до фільму «Керол». У 2016 році він отримав нагороду Satellite Award за найкращу оригінальну музику та нагороду за найкращу музику Міжнародного товариства кінофілів для фільму «Керол» . Бервелл названий найкращим кінокомпозитором року за версією World Soundtrack Awards, а музика до фільму Керол отримала нагороду Public Choice Award як найкраща музика року.
Бервелл був тричі номінований на премію «Оскар» за найкращу оригінальну музику: впереше для фільму «Керол», другу номінацію за «Три білборди за межами Еббінга, штат Міссурі» та третю номінацію за «Банші Інішерина».

## Фільмографія

### Фільми
| Рік  | Фільм                                   | Режисер                     | Примітки              |
| ---- | --------------------------------------- | --------------------------- | --------------------- |
| 1984 | Просто кров                             | Брати Коен                  |                       |
| 1985 | Герой нашого часу                       | Майкл Алмерейда             | короткометражка       |
| 1985 | R.A.B.L.                                | Патріс Регньє               | короткометражка       |
| 1986 | Психо 3                                 | Ентоні Перкінс              |                       |
| 1987 | Виховуючи Аризону                       | Брати Коен                  |                       |
| 1987 | Передайте патрони                       | Девід Берд                  |                       |
| 1987 | The Beat                                | Пол Монс                    |                       |
| 1988 | Потрібно двоє                           | Девід Берд                  |                       |
| 1988 | Виїзд                                   | Девід Ліланд                |                       |
| 1990 | Перехрестя Міллера                      | Брати Коен                  |                       |
| 1991 | Бартон Фінк                             | Брати Коен                  |                       |
| 1991 | Лікар Голлівуд                          | Майкл Катон-Джонс           |                       |
| 1991 | Палючі                                  | Девід Берд                  |                       |
| 1992 | Баффі — винищувачка вампірів            | Фран Рубель Кузуї           |                       |
| 1992 | Waterland                               | Стівен Джилленхол           |                       |
| 1992 | Storyville                              | Марк Фрост                  |                       |
| 1993 | Життя цього хлопця. Правдива історія    | Майкл Катон-Джонс           |                       |
| 1993 | Каліфорнія                              | Домінік Сена                |                       |
| 1993 | Небезпечна жінка                        | Стівен Джилленхол           |                       |
| 1993 | Світ Вейна 2                            | Стівен Сурджик              |                       |
| 1994 | Підручний Гадсакера                     | Брати Коен                  |                       |
| 1994 | Це могло трапитися з вами               | Ендрю Бергман               |                       |
| 1994 | Airheads                                | Майкл Леманн                | Replaced Девід Ньюман |
| 1995 | Погана компанія                         | Дем'єн Гарріс               |                       |
| 1995 | Канікули Ґуфі                           | Кевін Ліма                  |                       |
| 1995 | Роб Роб                                 | Майкл Катон-Джонс           |                       |
| 1995 | Целулоїдна шафа                         | Роб Епштейн Джеффрі Фрідман | документальний        |
| 1995 | Четвертак                               | Джеймс Фолі                 |                       |
| 1996 | Фарго                                   | Брати Коен                  |                       |
| 1996 | Страх                                   | Джеймс Фолі                 |                       |
| 1996 | Квартирка Джо                           | Джон Пайсон                 |                       |
| 1996 | Палата                                  | Джемс Фолі                  |                       |
| 1997 | Ідеальний малюнок                       | Гленн Гордон Керон          |                       |
| 1997 | Вбивця(і)                               | Матьє Кассовітц             |                       |
| 1997 | Теорія змови                            | Річард Доннер               |                       |
| 1997 | Сарана                                  | Джон Патрік Келлі           |                       |
| 1997 | Іспанський в'язень                      | Девід Мемет                 |                       |
| 1997 | Girls Night Out                         | Міра Пасі                   | корткомертражка       |
| 1997 | Шакал                                   | Майкл Катон-Джонс           |                       |
| 1998 | Боги і монстри                          | Білл Кондон                 |                       |
| 1998 | Меркурій в небезпеці                    | Гарольд Беккер              | разом з Джоном Баррі  |
| 1998 | Великий Лебовські                       | Брати Коен                  |                       |
| 1998 | Оксамитова золота копальня              | Тодд Гейнс                  |                       |
| 1998 | Країна Hi-Lo                            | Стівен Фрірз                |                       |
| 1999 | Корупціонер                             | Джемс Фолі                  |                       |
| 1999 | Дочка генерала                          | Саймон Вест                 |                       |
| 1999 | Бути Джоном Малковичем                  | Спайк Джонз                 |                       |
| 1999 | Три королі                              | Девід Рассел                |                       |
| 1999 | Таємниця Аляски                         | Джей Роуч                   |                       |
| 2000 | Гамлет                                  | Майкл Алмерейда             |                       |
| 2000 | З якої ти планети?                      | Майк Ніколс                 |                       |
| 2000 | О, де ж ти, брате?                      | Брати Коен                  |                       |
| 2000 | Поки не настане ніч                     | Джуліан Шнабель             |                       |
| 2000 | Книга тіней: Відьма з Блер 2            | Джо Берлінгер               |                       |
| 2001 | Історія лицаря                          | Браян Гелгеланд             |                       |
| 2001 | Людина, якої не було                    | Брати Коен                  |                       |
| 2002 | Новачок                                 | Джон Лі Генкок              |                       |
| 2002 | У пошуках раю                           | Myra Paci                   |                       |
| 2002 | Сімона                                  | Ендрю Нікол                 |                       |
| 2002 | Адаптація                               | Спайк Джонз                 |                       |
| 2003 | Нестерпна жорстокість                   | Брати Коен                  |                       |
| 2004 | Замочити бабцю                          | Брати Коен                  |                       |
| 2004 | Форт Аламо                              | Джон Лі Генкок              |                       |
| 2004 | Кінсі                                   | Білл Кондон                 |                       |
| 2006 | Хутро                                   | Стівен Шейнберг             |                       |
| 2006 | Обман                                   | Лассе Гальстрем             |                       |
| 2007 | Старим тут не місце                     | Брати Коен                  |                       |
| 2007 | Ігри диявола                            | Сідні Люмет                 |                       |
| 2008 | Залягти на дно в Брюгге                 | Мартін Мак-Дона             |                       |
| 2008 | Прочитати і спалити                     | Брати Коен                  |                       |
| 2008 | Сутінки                                 | Кетрін Гардвік              |                       |
| 2009 | Серйозна людина                         | Брати Коен                  |                       |
| 2009 | Там, де живуть чудовиська               | Спайк Джонз                 |                       |
| 2009 | Невидима сторона                        | Джон Лі Генкок              |                       |
| 2010 | Вой                                     | Роб Епштейн Джеффрі Фрідман |                       |
| 2010 | Дітки в порядку                         | Ліза Холоденко              |                       |
| 2010 | Справжня мужність                       | Брати Коен                  |                       |
| 2011 | Midnight Run                            | Ніл Шеллі                   | короткомертражка      |
| 2011 | Сутінки Сага: Світанок — Частина 1      | Білл Кондон                 |                       |
| 2012 | Сім психопатів                          | Мартін Мак-Дона             |                       |
| 2012 | Сутінки Сага: Світанок — Частина 2      | Білл Кондон                 |                       |
| 2013 | П'ята влада                             | Білл Кондон                 |                       |
| 2015 | Містер Холмс                            | Білл Кондон                 |                       |
| 2015 | Керол                                   | Тодд Гейнс                  |                       |
| 2015 | Сімейне Ікло                            | Джейсон Бейтман             |                       |
| 2015 | Легенда                                 | Браян Гелгеланд             |                       |
| 2015 | Аномаліза                               | Чарлі Кауфман Дюк Джонсон   |                       |
| 2016 | Проти шторму                            | Крейг Гіллеспі              |                       |
| 2016 | Аве, Цезар!                             | Брати Коен                  |                       |
| 2016 | Засновник                               | Джон Лі Генкок              |                       |
| 2017 | Світ, повний чудес                      | Тодд Гейнс                  |                       |
| 2017 | Три білборди за межами Еббінга, Міссурі | Мартін Мак-Дона             |                       |
| 2017 | Прощавай, Крістофер Робін               | Саймон Кертіс               |                       |
| 2018 | Балада Бастера Скраггса                 | Брати Коен                  |                       |
| 2019 | Зникла ланка                            | Кріс Батлер                 |                       |
| 2019 | Ідеальна брехня                         | Білл Кондон                 |                       |
| 2021 | Трагедія Макбета                        | Брати Коен                  | [ 21 ]                |
| 2022 | Кетрін, на прізвисько Пташка            | Ліна Данем                  |                       |
| 2022 | Банші Інішерина                         | Мартін Мак-Дона             | [ 22 ]                |
| 2023 | Мізантроп                               | Даміан Сіфрон               |                       |
| 2024 | Лялі їдуть далі                         | Брати Коен                  |                       |

### Телебачення
| рік        | Назва            | Мережа               | Примітки             |
| ---------- | ---------------- | -------------------- | -------------------- |
| 1990–1991  | Зіткнення!       | Ха! / Comedy Central | Основна тема         |
| 1993 рік   | І гурт грав далі | HBO                  | Телевізійний фільм   |
| 2011 рік   | Мілдред Пірс     | HBO                  | міні-серіал; 5 серій |
| 2011 рік   | Просвітлені      | HBO                  | Епізод: «Пілот»      |
| 2014 рік   | Олівія Кіттерідж | HBO                  | міні-серіал; 4 серії |
| 2019–тепер | Ранкове шоу      | Apple TV+            |                      |
| 2020 рік   | Космічні сили    | Netflix              | 1 сезон              |